# Pidonia hayashii
Pidonia hayashii är en skalbaggsart som beskrevs av Koike 1971. Pidonia hayashii ingår i släktet Pidonia och familjen långhorningar. Inga underarter finns listade i Catalogue of Life.